# André Lurton
Pour les articles homonymes, voir Lurton.
André Lurton, né le 4 octobre 1924 et mort le 16 mai 2019, est un propriétaire-viticulteur français. C'est aussi le nom de la société « Les Vignobles André Lurton » en Bordelais, qui lui appartient en majorité avec ses enfants.

## Biographie
André Lurton est originaire du village de Grézillac dans le département de la Gironde. Il est le fils de François Lurton, lui-même fils d’un avoué bordelais originaire du Berry, et de Louise Recapet, issue d'une famille implantée dans le vignoble bordelais depuis le XVIe siècle[réf. nécessaire]. François Lurton et Denise Recapet ont eu quatre enfants : André, né en 1924, Lucien, né en 1925, Simone née en 1929 et Dominique, né en 1932. Chaque enfant a hérité d'un château bordelais : le château Bonnet pour André, Brane-Cantenac (dans le Médoc et l'appellation Margaux) pour Lucien, Franquinotte dans l'Entre-deux-Mers), Montremblant, dans le Saint-émilion pour Simone, et, pour Dominique, le château Reynier (Entre-deux-Mers à nouveau).
Depuis la fin des années 1940, il a joué un rôle actif dans de nombreuses organisations agricoles et viticoles, y compris pour relancer le Syndicat viticole de l'Entre-deux-mers à partir de 1953, et la vice-présidence du Syndicat viticole des Bordeaux et Bordeaux supérieur de 1965 à 1996. D'autre part, il a été maire de Grézillac de 1963 à 2008, soit quarante-cinq ans.
De 1966 à 1986, il a été directeur du Conseil interprofessionnel du vin de Bordeaux (CIVB). En tant que président du Syndicat viticole des Hautes Graves de Bordeaux 1974-1980, du Syndicat viticole de Pessac et Léognan de 1980 à 1987, et du Syndicat viticole de Pessac-Léognan de 1987, il a contribué à la création de pessac-léognan comme appellation distincte pour couvrir la sous-région des Graves. Un moment en difficulté, André Lurton a bénéficié de l'aide financière de son frère Lucien. André Lurton a eu sept enfants, son frère cadet Lucien dix, sa sœur Simone trois, et Dominique, le benjamin, quatre. Une part significative de ces 24 enfants est en activité dans le métier, un peu partout dans le monde, mais souvent dans le vignoble bordelais. André Lurton est mort le 16 mai 2019, dans la chambre du château Bonnet où il était né, 94 ans plus tôt.

## Vins

La gamme des vins produits par André Lurton.

Les Vignobles André Lurton (VAL), le groupe d'André Lurton, couvre un total de 630 hectares, dont 264 hectares en appellation pessac-léognan, pour une production annuelle de 4 millions de bouteilles. En 2012, Crédit agricole Grands crus, la filiale viticulture de la banque Crédit agricole, a acheté 18 % des Vignobles André Lurton, les autres 82 % restant la propriété de André Lurton et ses enfants.
Châteaux entièrement détenus par le groupe :
- Château Bonnet, situé à Grézillac dans le village natal de André Lurton au nord de l'appellation entre-deux-mers. Il est dirigé par André Lurton depuis 1956[10] ;
- Château Couhins-Lurton, un grand cru classé de pessac-léognan. Le vignoble est détenu par A. Lurton depuis 1972, et le château et les bâtiments depuis 1992 ;
- Château Cruzeau en pessac-léognan, détenu par A. Lurton depuis 1973[11] ;
- Château La Louvière en pessac-léognan, détenu par A. Lurton depuis 1965 ;
- Château de Rochemorin en pessac-léognan, détenu par A. Lurton depuis 1973.

Autres châteaux gérés par le groupe :
- Château de Barbe Blanche en appellation lussac-saint-émilion, 50 % de la propriété par A. Lurton depuis 2000[12] ;
- Château Dauzac en appellation margaux, et géré par A. Lurton de 1992 à 2014[13]. La compagnie d'assurance MAIF actionnaire depuis 1988 en prend le contrôle total à la fin de cette gérance.

## Décorations
- Officier de la Légion d'honneur Il est fait chevalier le 30 décembre 2000[14], puis est promu officier le 12 juillet 2013[15]..
- Officier de l'ordre national du Mérite Il est directement fait officier le 16 mai 2008[16].